# Eu Vou Torcer
"Eu Vou Torcer" é uma canção gravada e composta pelo cantor brasileiro Jorge Ben para seu décimo primeiro álbum A Tábua de Esmeralda (1974). Em 2004, a canção recebeu uma versão cover pela cantora brasileira Fernanda Abreu para seu quinto álbum de estúdio Na Paz.

## Uso na mídia
Em 2015, "Eu Vou Torcer" foi usada em uma propaganda publicitária da Caixa Econômica Federal. Nele, um menino aparentando ter dez anos sai em busca de camisas de times patrocinados pelo banco, como Corinthians, Flamengo e Coritiba. Em casa, sua avó produz com elas uma peça única, "a camisa da paz". O filme publicitário da CAIXA lançado neste fim de semana dá o pontapé inicial à campanha Pela paz, o Brasil agora é uma só torcida, que pretendia ajudar a disseminar a cultura da paz no futebol.

## Versão de Fernanda Abreu

### Composição
Em 2004, a cantora brasileira Fernanda Abreu regravou a faixa para seu quinto álbum de estúdio Na Paz. Ela foi lançada em 21 de maio de 2004 pelo selo Garota Sangue Bom e EMI. De acordo com Hagamenon Brito escrevendo para o Terra, a canção recebeu "um banho de positividade e ganhou toque flower power indiano dado por cátara e tablas: 'Eu vou torcer pela paz/ Pela alegria, pelo amor/ Pelas coisas bonitas/ Eu vou torcer, eu vou.../ Pelo bem-estar/ Pela compreensão/ Pela agricultura celeste/ Pelo meu irmão...'". A cantora, torcedora do Vasco, pediu permissão a Jorge Ben Jor para não cantar o trecho original de "Eu Vou Torcer" que dizia "eu vou torcer pelo Mengão". Além desta, a única alteração da letra é no verso "Pelas coisas úteis que você pode comprar com dez cruzeiros", atualizando o nome da moeda para "reais".

### Análise da crítica
Beto Feitosa do site Ziriguidum diz que a mensagem da canção "é mais atual do que nunca". Já Mauro Ferreira escrevendo para a Istoé Gente disse que "Regravar “Eu Vou Torcer” em clima indiano foi infeliz porque a música não é das mais inspiradas de Jorge Ben Jor".

### Apresentação ao vivo
Fernanda Abreu cantou a faixa na Turnê Na Paz em 2004.